# ممر قانسو

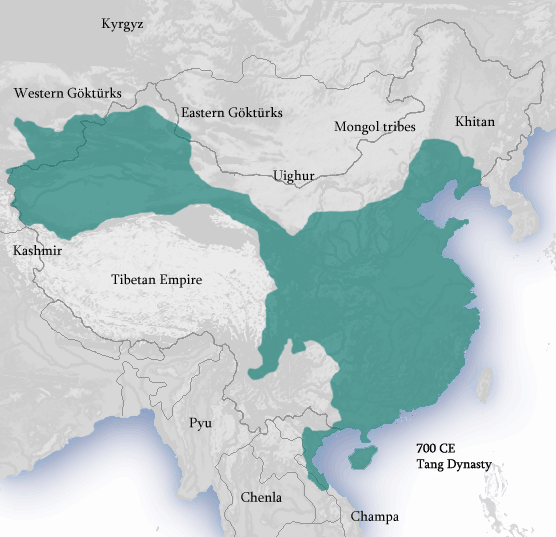

ممر قانسو أو ممر خشى (الصينية : 河西走廊 ؛ بينيين : خشى Zoulang ؛ واد جايلز - : Hehsi Tsoulang) يشير إلى مسار أو طريق تاريخي في مقاطعة قانسو في الصين. كجزء من طريق الحرير الشمالية شمال غرب تشغيل على ضفة النهر الأصفر، وكانت تستخدم كأهم طريق مرور في شمال الصين إلى شينجيانغ وآسيا الوسطى للتجار والعسكريين.. كان ممر هيكسي أهم طريق تجاري في شمال غرب الصين. ربط الصين بالمناطق الغربية التاريخية للتجار والغزوات العسكرية في آسيا الوسطى. وهو عبارة عن سلسلة من الواحات على طول الحواف الشمالية لجبال كيليان وألتين تاغ، مع هضبة التبت المرتفعة والمقفرة إلى الجنوب. إلى الشمال توجد جبال لونغشو وهيلي ومازونغ التي تفصلها عن صحراء بادان جاران القاحلة وصحراء جوبي والسهوب الباردة لهضبة منغوليا. في الطرف الغربي، ينقسم الطريق إلى ثلاثة أجزاء، إما شمال جبال تيان شان أو جنوبًا على جانبي حوض تاريم. في الطرف الشرقي، تمنح الجبال المحيطة بلانزو الوصول إلى حوض لونغكسي، الذي يؤدي شرقًا عبر جبل لونغ على طول وادي نهر وي إلى سهل قوانتشونغ المكتظ بالسكان، ثم إلى السهل الأوسط.